# بوب داي
بوب داي (بالإنجليزية: Bob Day)‏ هو سباك وتكنولوجي وشخصية أعمال وباني ‏ وسياسي أسترالي وبريطاني، ولد في 5 يوليو 1952 في مانشستر في المملكة المتحدة. حزبياً، نشط في حزب العائلة أولًا ‏ (2008 – ) والحزب الليبرالي الأسترالي (1987 – 2008). وقد انتخب عضو مجلس الشيوخ الأسترالي ‏ عن دائرة جنوب أستراليا ‏ (1 يوليو 2014 – 1 نوفمبر 2016).